# World Cup of Hockey 2016
World Cup of Hockey 2016 var den 3. udgave af World Cup of Hockey. Turneringen blev arrangeret af National Hockey League og National Hockey League Players' Association i samarbejde med International Ice Hockey Federation og afviklet arenaen Air Canada Centre i Toronto, Canada i perioden 17. september - 1. oktober 2016.
Turneringen blev vundet af Canada, som i finalen besejrede Europas hold med de bedste spillere fra Europa bortset fra Rusland, Finland, Sverige og Tjekkiet. Canadierne vandt finaleserien med 2-0 i kampe, efter at have vundet de to kampe med 3-1 og 2-1. Det var anden gang i træk, og anden gang i alt, at World Cup of Hockey blev vundet af Canada.
På Europas hold deltog bl.a. danskerne Frans Nielsen, Jannik Hansen og Mikkel Bødker. Oprindeligt var målmanden Frederik Andersen også udtaget til Europas hold, men han måtte melde afbud til turneringen på grund af en skulderskade.

## Hold
Turneringen havde deltagelse af otte hold:
- Canada, bestående af de bedste spillere over 23 år fra Canada.
- USA, bestående af de bedste spillere over 23 år fra USA.
- Nordamerika, bestående af de bedste spillere fra Canada og USA i alderen 23 år eller yngre (pr. 1. oktober 2016).
- Rusland, bestående af de bedste spillere fra Rusland.
- Sverige, bestående af de bedste spillere fra Sverige.
- Tjekkiet, bestående af de bedste spillere fra Tjekkiet.
- Finland, bestående af de bedste spillere fra Finland.
- Europa, bestående af de bedste spillere fra Europa, som ikke er fra Rusland, Sverige, Finland eller Tjekkiet.

## Format
De otte hold var inddelt i to puljer med fire hold i hver. Hver pulje spillede en enkeltturnering alle-mod-alle, hvorefter de to bedste hold i hver gruppe gik videre til semifinalerne. Semifinalerne blev afgjort i form af én kamp, og vinderne gik videre til finalen, som spilledes bedst af tre kampe.

## Resultater

### Indledende runde

#### Gruppe A
| Dato          | Kl.   | Kamp              | Res.   | Perioder      | Tilsk. |
| ------------- | ----- | ----------------- | ------ | ------------- | ------ |
| 17. september | 15:30 | Europa - USA      | 3–0    | 1-0, 2-0, 0-0 | 18.959 |
| 17. september | 20:00 | Canada - Tjekkiet | 6–0    | 3-0, 2-0, 1-0 | 18.978 |
| 19. september | 15:00 | Tjekkiet - Europa | 2–3 OT | 0-0, 1-1, 1-1 | 8.574  |
| 20. september | 20:00 | USA - Canada      | 2–4    | 1-3, 0-1, 1-0 | 19.106 |
| 21. september | 20:00 | Canada - Europa   | 4–1    | 2-0, 1-1, 1-0 | 18.926 |
| 22. september | 20:00 | Tjekkiet - USA    | 4–3    | 1-1, 3-1, 0-1 | 11.987 |

| Hold     | Kampe | Mål     | Point |
| -------- | ----- | ------- | ----- |
| Canada   | 3     | 14–31   | 6     |
| Europa   | 3     | 7–6     | 4     |
| Tjekkiet | 3     | 16–12   | 3     |
| USA      | 3     | 115–110 | 0     |

#### Gruppe B
| Dato          | Kl.   | Kamp                  | Res.   | Perioder      | Tilsk. |
| ------------- | ----- | --------------------- | ------ | ------------- | ------ |
| 18. september | 15:00 | Rusland - Sverige     | 1–2    | 0-0, 0-2, 1-0 | 18.966 |
| 18. september | 20:00 | Finland - Nordamerika | 1–4    | 0-1, 0-3, 1-0 | 19.029 |
| 19. september | 20:00 | Nordamerika - Rusland | 3–4    | 1-0, 1-4, 1-0 | 19.078 |
| 20. september | 15:00 | Sverige - Finland     | 2–0    | 1-0, 1-0, 0-0 | 11.604 |
| 21. september | 15:00 | Nordamerika - Sverige | 4–3 OT | 3-2, 0-0, 0-1 | 19.104 |
| 22. september | 15:00 | Finland - Rusland     | 0–3    | 0-0, 0-2, 0-1 | 12.098 |

| Hold        | Kampe | Mål     | Point |
| ----------- | ----- | ------- | ----- |
| Sverige     | 3     | 7–5     | 5     |
| Rusland     | 3     | 8–5     | 4     |
| Nordamerika | 3     | 011–811 | 4     |
| Finland     | 3     | 1–9     | 0     |

### Slutspil

#### Semifinaler
| Dato          | Kl.   | Kamp             | Res.   | Perioder      | Tilsk. |
| ------------- | ----- | ---------------- | ------ | ------------- | ------ |
| 24. september | 19:00 | Canada - Rusland | 5–3    | 1-0, 1-2, 3-1 | 19.021 |
| 25. september | 13:00 | Sverige - Europa | 2–3 OT | 0-0, 1-1, 1-1 | 12.595 |

#### Finaler
| Dato          | Kl.   | Kamp            | Res.         | Perioder      | Tilsk.       |
| ------------- | ----- | --------------- | ------------ | ------------- | ------------ |
| 27. september | 20:00 | Canada - Europa | 3–1          | 2-0, 0-1, 1-0 | 18.377       |
| 29. september | 20:00 | Europa - Canada | 1–2          | 1-0, 0-0, 0-2 | 19.080       |
| 1. oktober    | 19:00 | Canada - Europa | Ikke spillet | Ikke spillet  | Ikke spillet |